# Giáo hoàng Pêlagiô I
Pêlagiô I (Latinh: Pelagius) là vị Giáo hoàng thứ 60 của Giáo hội Công giáo. Theo niên giám tòa thánh năm 1806 thì ông đắc cử Giáo hoàng vào năm 555 và ở ngôi trong 5 năm 10 tháng 18 ngày. Niên giám tòa thánh năm 2003 xác định triều đại của ông kéo dài từ ngày 16 tháng 4 năm 556 cho tới ngày 4 tháng 3 năm 561.
Bộ luật năm 554 xác nhận và gia tăng thế quyền của Giáo hoàng: từ nay Đức Giáo hoàng được dự phần trong việc chọn tỉnh trưởng, có quyền kiểm tra ngân quỹ, truy tố ra toà của người về tội thụt két. Ở Roma, Giáo hoàng có quyền kiểm tra chính thức các vấn đề thuộc Tây phương như: cầu, thành luỹ, chợ búa, nhà tắm…
Từ năm 555, năm nước Ý bị sáp nhập vào Đế quốc Đông Phương, các Đức Giáo hoàng buộc phải xin Byzantine phê chuẩn sự đắc cử của mình. Trước khi có sự phê chuẩn này – muốn có phải đóng thuế đầu tiên – về tới Roma, cấm không được cử hành lễ đăng quang. Sự bắt buộc này sinh nhiều bất tiện, vì Tông Toà trống ngôi nhiều tháng, cuối cùng các Hoàng đế phải uỷ quyền cho các đại diện của mình ở Ý, là Phó đế Ravenna quyền phê chuẩn sự đắc cử. Như thế đã đem lại cho chính sách Byzantine phương tiện áp lực trên các quyết định của Rôma, ngay cả trong vấn đề tín lý.
Giáo hoàng Pelagius sinh tại Roma. Ông được bầu làm Giáo hoàng sau khi Đức Virgilius qua đời được một năm và lên ngôi là nhờ ảnh hưởng của hoàng đế Justinianus, từ khi Roma trở thành một tỉnh của đế quốc Byzantine. Giáo hoàng giữ lòng trung thành với những nguyên tắc của Công giáo Chính Thống. Ông thừa nhận các quyết định của Công Đồng Constantinople, ủng hộ lạc giáo Eutyche. Sự thay đổi này đã ám ảnh ông và là một gánh nặng đối với ông trong quãng đời còn lại.
Trong triều đại của mình, ông đã góp phần giảm bớt tình trạng khốn khổ tại Ý, sau những cuộc xâm lược của dân Goths. Ông cũng dẹp bỏ tình trạng buôn thần bán thánh và đưa về hiệp nhất với Rôma. Một số Giám mục vùng Bắc Ý và xứ Gaules là những vị tỏ ra nghi ngờ về các quyết định của Công đồng chung thứ V (Constantinôpôli, 553) và bênh vực những luận án Nestôriô. Một trong những bức thư của Giáo hoàng Pelagius I đưa ra nguyên tắc là, trong trường hợp hoài nghi liên quan đến một công đồng tổng quát, thì cần phải tìm một giải đáp ở Rôma, chứ không phải ở một công đồng miền.